# Ostpazifischer Delfin
Der Ostpazifische Delfin (Stenella longirostris) ist eine Art der Fleckendelfine (Stenella). Er ist auch unter dem Namen Spinnerdelfin bekannt (von englisch to spin), weil Vertreter dieser Spezies Sprünge ausführen, bei denen sie sich wie ein Bohrer rasch um ihre eigene Körperachse drehen.

## Merkmale
Die Körperlänge des Ostpazifischen Delfins variiert etwas, liegt aber meist im Bereich von 1,20 bis 2,30 Metern bei einem Gewicht zwischen 20 und 80 Kilogramm. Charakteristisch für alle sind eine dreieckige, kaum sichelförmige Rückenfinne und eine lange, schmale Schnauze. Der Ostpazifische Delfin ist oberseits dunkelgrau und unterseits cremeweiß. Auf dem Schwanzansatz, dem Rücken und an der Kehle können sich dunkle Flecken abheben. Die Schnauze ist auffällig langgezogen und hat eine dunkle Spitze. Es gibt mehrere Unterarten, die sich in ihrer Färbung und Gestalt voneinander unterscheiden können.
Im Atlantik besteht Verwechslungsgefahr mit dem Clymene-Delfin, der sich auch ähnlich verhält.

## Verhalten
Als soziale Tiere schließen sich Ostpazifische Delfine zu Gruppen von wenigen bis mehreren Tausend Tieren zusammen. Sie sind sehr verspielt und akrobatisch und bekannt dafür, dass sie die Bugwellen von Booten „reiten“. Der Grund für ihre charakteristischen Drehungen ist bislang unbekannt, wobei beobachtete Einzelexemplare bis zu 14 dieser „Spinnings“ in Folge vollführt haben.

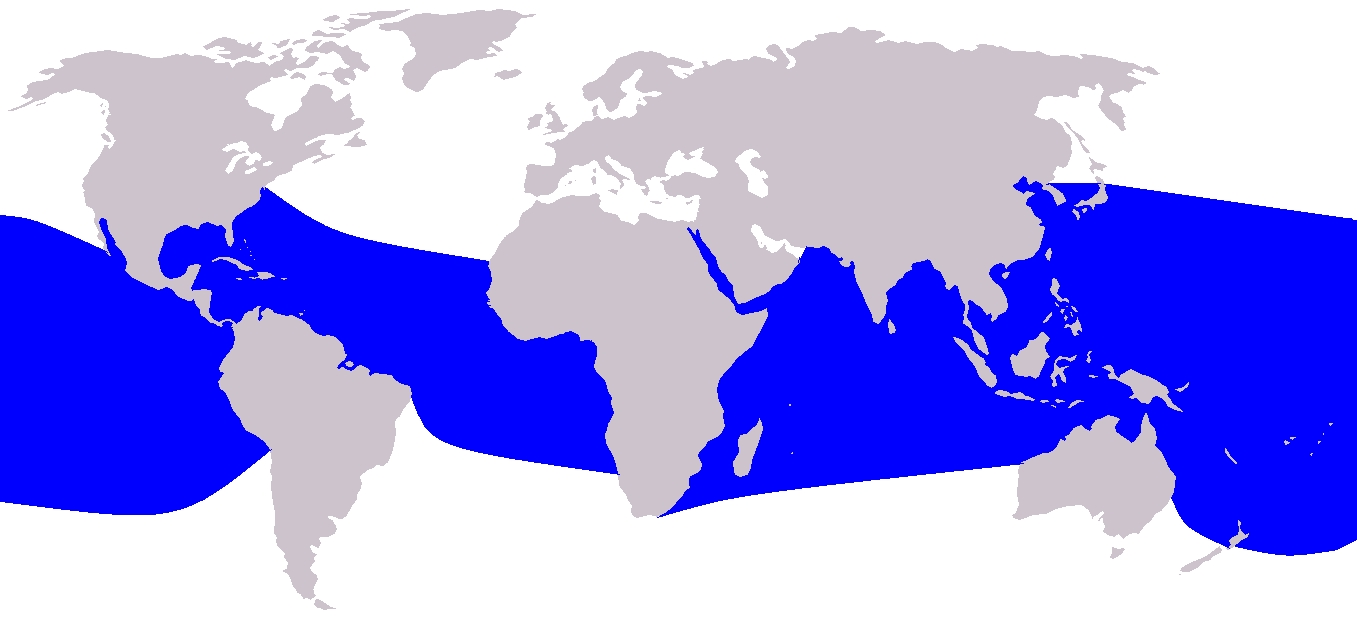
Verbreitungsgebiete des Ostpazifischen Delfins

## Verbreitung
Ostpazifische Delfine sind zwar im Ostpazifik, etwa vor Hawaii und Mexiko, am häufigsten anzutreffen, jedoch weltweit in tropischen Meeren verbreitet. Dabei bevorzugen sie tiefe Meeresbereiche der Hochsee.

## Taxonomie
Der Ostpazifische Delfin wurde 1828 von John Edward Gray erstmals beschrieben und bekam den Namen longirostris aufgrund der langen Schnauze. Heute werden von dieser Art vier Unterarten unterschieden:
- S. l. orientalis als östliche Unterart im tropischen Ostpazifik.
- S. l. centroamericana im Bereich von Mittelamerika und Costa Rica, außerdem auch im Ostpazifik.
- S. l. longirostris als Nominatform auch bekannt als Gray’s Spinner Dolphin im zentralen Pazifik vor allem um Hawaii.
- S. l. roseiventris, die kleinste Form, wurde erstmals im Golf von Thailand entdeckt.

Neben diesen Formen gibt es eine große Variabilität, wobei einige Farbvarianten typisch für einzelne Regionen und Populationen sind.

## Bedrohung
Der Ostpazifische Delfin gilt derzeit als „nicht gefährdet“ (least concern). Die im tropischen Ostpazifik lebenden Populationen sind oft mit Gelbflossen-Thunfischschwärmen vergesellschaftet. Ein biologisches Phänomen, das nur in dieser Meeresregion auftritt. Weil eine Delfinschule leicht von Booten oder Hubschraubern zu beobachten ist, wurde beim Thunfischfang die Delfinschule mit einem Ringwadennetz umkreist, das dann von unten zugezogen wurde. Auf diese Weise kamen zwischen den späten 1950er und den 1990er Jahren mehr als 7 Millionen Delfine als Beifang zu Tode.
Die Bestände im tropischen Ostpazifik haben sich bis heute nicht davon erholt, man geht davon aus, dass etwa die Hälfte der Gesamtpopulation dabei verschwand. Die Gesamtpopulation beträgt etwa 900.000 Individuen.